# Dracaena marginata
Dracaena marginata és una dracena de la família Asparagaceae, subfamíla Nolinoideae, originària de Madagascar. El nom "Dracaena" deriva del grec drakaina = 'drac', referint-nos a la Dracaena draco. Aquest arbre, en la població local de les illes Canàries, va ser considerat un drac i li van atribuir propietats màgiques. És un arbust, amb una o més tiges, de creixement lent, que pot arribar a assolir eventualment fins als 5 m d'alçada. Les fulles són lineals a lanceolades, d'entre 30 a 90 cm de longitud i de 2 a 7 cm d'ample, amb un marge vermell fosc al qual deu el seu nom.

## Usos
És una planta domèstica molt popular per l'ornamentació de les seves fulles, de coloració entre verd intens i verd pàl·lid amb vores vermelles segons les espècies i cultivars. Requereix una temperatura mínima de 15 °C, i és més tolerant que la majoria de les plantes al terra sec i reg irregular, encara que és important que tingui el sòl permanentment humit. Atès que requereix poca cura, és molt popular a les oficines, on la calor i la llum constants li són propicis; creix correctament amb 63-73% d'ombra, encara que el vermell de les vores cobra major vida amb l'exposició directa al sol.
És una de les plantes usades en els estudis per a la neteja de l'aire realitzats per la NASA i ha demostrat que ajuda a eliminar el formaldehid.
Es reprodueix amb facilitat per esqueixos terminals. Requereixen sòl ben drenat però humit, amb un pH entre 6 i 6,5. L'excés d'acidesa provoca clorosi a les fulles, mentre que l'alcalinitat indueix deficiències en l'absorció de ferro. La humitat ambiental ideal està entre el 60% i el 100%, i la temperatura òptima entre 21 i 31 °C.
Mentre les sals del sòl no estiguin en nivells inferiors a 1,0 dS / m no requereix fertilitzant addicional. No toleren bé els corrents d'aire quan són joves per la flexibilitat i delicadesa del tronc. Per conservar els colors de les dracenes és millor que no estiguin exposades directament al sol. Precisa humitat elevada. En ambient sec i calorós pot aparèixer-hi aranya vermella. Cal polvoritzar amb aigua. S'ha de protegir dels corrents d'aire.